# Умные вещи
«Умные вещи» — советский телевизионный музыкальный фильм-сказка в 2 сериях, поставленный на киностудии «Ленфильм» в 1973 году режиссёром Анатолием Граником по одноимённой пьесе Самуила Маршака.
Премьера фильма состоялась 30 и 31 декабря 1973 года по Первой программе ЦТ.

## Сюжет
На ярмарке в обычной лавке старик продает волшебные вещи: скатерть-самобранку, сапоги-скороходы, шапку-невидимку. Дудка-самогудка и волшебное зеркало понравились бедному музыканту, но денег у него не оказалось. Старик отдал ему эти вещи с условием, что он вернет их через год. Но не только музыканту понравились эти вещи: богач решил забрать их, обманув музыканта и отправив его в тюрьму. Но волшебные вещи не принесли богачу ни денег, ни счастья.

## В ролях
- Сергей Паршин — Музыкант
- Наталия Богунова — Невеста
- Николай Крюков — старик, хозяин «умных вещей»
- Евгений Весник — книгоноша, он же «посол»
- Александр Демьяненко — продавец «умных вещей», он же «переводчик посла»
- Валерий Носик — рыжий портной
- Георгий Антонов — чёрный портной
- Павел Панков — Барин
- Марина Мальцева — Барыня
- Наталья Патракова — дочка барина
- Роман Ткачук — Царь
- Людмила Аринина — Царица
- Игорь Готовкин — Наследник
- Рудольф Рудин — канцлер
- Рэм Лебедев — министр внутренних дел
- Сергей Дрейден — старый лакей
- Аркадий Трусов — старый солдат

## Съёмочная группа
- Авторы сценария — Анатолий Граник, Алексей Тверской
- Режиссёр-постановщик — Анатолий Граник
- Главный оператор — Николай Строганов
- Главный художник — Михаил Щеглов
- Композитор — Надежда Симонян